# Marinovec Zelinski
Marinovec Zelinski je naseljeno mjesto u Republici Hrvatskoj u Zagrebačkoj županiji. 

## Zemljopis
Administrativno je u sastavu grada Svetog Ivana Zeline. Naselje se proteže na površini od 0,50 km². 

## Stanovništvo
Prema popisu stanovništva iz 2001. godine u Marinovcu Zelinskom žive 74 stanovnika i to u 23 kućanstva. Gustoća naseljenosti iznosi 148 st./km².
| broj stanovnika | 64    |       |       |       | 124   | 111   | 110   | 125   | 113   | 109   | 105   | 106   | 80    | 85    | 74    | 73    | 61    |
|                 | 1857. | 1869. | 1880. | 1890. | 1900. | 1910. | 1921. | 1931. | 1948. | 1953. | 1961. | 1971. | 1981. | 1991. | 2001. | 2011. | 2021. |